# Psyrassa subpicea
Psyrassa subpicea är en skalbaggsart som först beskrevs av White 1853.  Psyrassa subpicea ingår i släktet Psyrassa och familjen långhorningar.
Artens utbredningsområde är:
- Costa Rica.
- Honduras.
- Nicaragua.

Inga underarter finns listade i Catalogue of Life.